# Kustartilleriet (Norge)
Kustartilleriet var 1899-2007 ett vapenslag inom den norska försvarsmakten.

## Armén
Det norska kustartilleriet bildades 1899 som ett truppslag tillhörande armén. 1903 sammanfördes det med landfästningarna till "fästningsartilleriet". 1934 överfördes landfästningarna till fältartilleriet och fästningsartilleriet blev åter benämnt kustartilleriet.

## Marinen
Det återbilade kustartilleriet fördes över från lantförsvarsdepartementet till sjöförsvarsdepartemenet. 1957 blev kustartilleriet sammanslaget med marinen till den nya försvarsgrenen Sjøforsvaret.

## Kusteskadern
2002 lades kustartilleriet och marinen ned och dess uppdrag övertaget av Kusteskadern. Kustartilleriet blev dock inte formellt nedlagt förrän 2007.

## Kustjägarkommandot
Idag är Kystjegerkommandoen arvtagare till det norska kustartilleriet.